# Lijst van beschermd onroerend erfgoed in Ganshoren
Een overzicht van het beschermde onroerend erfgoed in Ganshoren. Het beschermd onroerend erfgoed maakt deel uit van het cultureel erfgoed in België.
| Object                          | Datum beschermd? | Bouwjaar/architect     | Stijl                   | Typologie                | Adres                                                | Coördinaten | Id-nummer?  | Afbeelding                      |
| ------------------------------- | ---------------- | ---------------------- | ----------------------- | ------------------------ | ---------------------------------------------------- | ----------- | ----------- | ------------------------------- |
| Art-nouveauhuis                 | 28/06/2001       | 1910                   | Art nouveau             | Huis                     | BROUSTINLAAN 110                                     |             | 2083-0009/0 | Art-nouveauhuis                 |
| Résidence Basilique             | 19/04/2007       | 1938-1953 Jean DELHAYE | Modernisme              | Appartementsgebouw       | KEIZER KARELLAAN 122 - 124                           |             | 2083-0012/0 | Résidence Basilique             |
| Kasteel de Rivieren en het park | 04/10/1983       |                        |                         | Kasteel en tuin          | KASTEELDREEF 46 - 66                                 |             | 2083-0002/0 | Kasteel de Rivieren en het park |
| De Sijsjesvijver                |                  |                        |                         | Halfnatuurlijk landschap | MATHIEU DE JONGELAAN 0, TACHTIGBEUKENLAAN 0          |             | 2083-0004/0 |                                 |
| Paelinck hoeve en omgeving      |                  |                        | Landelijke architectuur | Gebouw en tuin           | LEOPOLD DEMESMAEKERSTRAAT 25                         |             | 2083-0005/0 |                                 |
| Molenbeekdal te Ganshoren       |                  |                        | Niet gedefinieerd       | Dal                      | VANDERVEKENSTRAAT 0, NESTOR MARTINSTRAAT 0           |             | 2083-0010/0 |                                 |
| Moerassige weiden van Ganshoren | 09/05/1995       |                        |                         | Halfnatuurlijk landschap | VAN OVERBEKELAAN 0, BOSSTRAAT 0, MOLENBEEKSESTRAAT 0 |             | 2083-0003/0 |                                 |